# Dolichopus negrobovi
Dolichopus negrobovi är en tvåvingeart som beskrevs av Gosseries 1989. Dolichopus negrobovi ingår i släktet Dolichopus och familjen styltflugor. Inga underarter finns listade i Catalogue of Life.